# Robin Jacobsson (cầu thủ bóng đá)
Robin Jacobsson (sinh ngày 28 tháng 3 năm 1990) là một cầu thủ bóng đá người Thụy Điển thi đấu cho Assyriska FF ở vị trí hậu vệ.